# Ангіологія

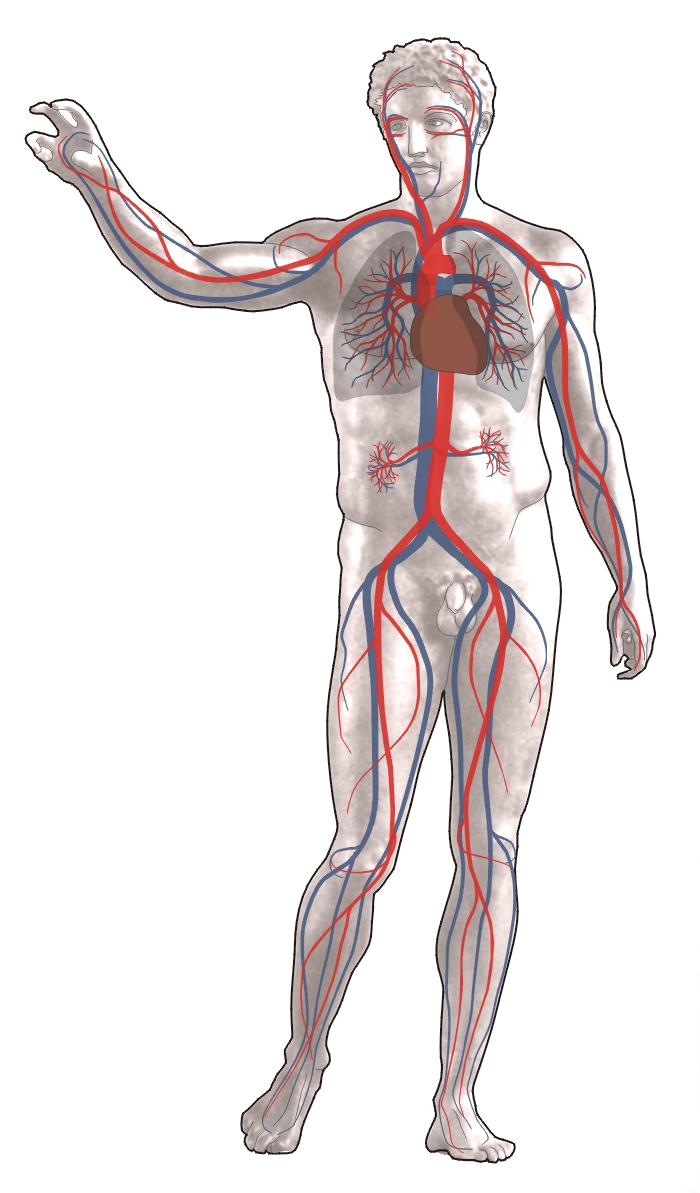
Система судин людини

Ангіологія (грец. αγγειον angios — судина) — наука про судинну систему, до якої належать кровоносна та лімфатична, що пов'язані морфологічно та функціонально; разом із серцем
утворюють серцево-судинну систему..

## Історія виникнення
Виділення ангіології в окремий розділ медицини зумовлене поширеністю судинних захворювань, що є причиною загибелі або інвалідності значної кількості людей у мирний і у воєнний час. Лікарям Стародавнього Єгипту, Риму та Греції були відомі ознаки артеріальних, венозних кровотеч, методи зупинки їх, а також захворювання варикозне розширення вен. У 3–4 ст. н. е. описано операцію з приводу аневризми, яка майже в незмінному вигляді збереглася до 1930–1940-х. У працях лікарів Середньовіччя А. Везалія (Нідерланди) і А. Паре (Франція) багато уваги приділено питанням тимчасової абопостійної зупинки кровотечі з великих судин.
Інтенсивний розвиток ангіології припадає на 18–19 ст. Накопичуються знання про анатомію і фізіологію судин різного калібру і топографії, описуються раніше невідомі ураження їх (У. Купер (Велика Британія), Г. Дюпюїтрен (Франція); А. Вінівартер (Німеччина); М. Пирогов (Росія), М. Рейно (Франція), пропонуються різні фізіотерапевтичні, методи лікування. З’являються перші класифікації уражень судин і спроби наукового обґрунтування деяких хірургічних втручаннь на судинах: перев’язування з урахуванням колатерального кровообігу, видалення аневризм.
У середині 19 ст. впровадження в медицину методів асептики і антисептики, наркозу і рентгенології піднесло хірургію, зокрема ангіологію, на новий рівень хірургічного лікування судинних захворювань.
У 1902 р. А. Каррель (Франція) опублікував роботу, присвячену судинному шву, що започаткувало розвиток сучасної судинної реконструктивної хірургії.
У 1928 р. Дос Сантос (Португалія), П. Ламас (США) з успіхом застосували в клініці вдосконалену методику внутрішньоартеріального введення контрастних речовин для уточнення характеру ураження периферичних артерій. Це започаткувало розвиток ангіографії, яка тепер є основним діагностичним методом в ангіології.

## Розділи
- Анатомічна ангіологію- розділ нормальної анатомії, що вивчає закономірності будови і функціонування судин;
- Клінічна ангіологію - розділ клінічної медицини, що вивчає захворювання і патологічні стани судин, методи їх діагностики, профілактики та лікування.

Уперше термін запропонував грецький лікар Гален із Пергама, який назвав так операцію з видалення частини кровоносної судини.